# 大川南鰍
大川南鰍（學名：Schistura magnifluvis）為輻鰭魚綱鯉形目條鰍科南鰍屬的其中一種。分布於亞洲湄公河流域，本魚體延長，口下位，具觸鬚3對，體色淡褐色，在身體上的13-14條深褐色橫帶，尾柄部具一黑色橫帶，魚鰭橘紅色，尾鰭叉形，上下葉圓鈍，體長可達8.5公分，棲息在河川底層水域，生活習性不明，可做為觀賞魚，飼養時，應該提供沉木、水生植物、岩石洞穴和鵝卵石以作為藏身之處，並提供包括高流速和充氧水。。

## 扩展阅读
維基物種上的相關：大川南鰍